# 台新 (郡山市)
台新（だいしん）は、福島県郡山市に所在する町丁である。郵便番号は963-8852。

## 地理
郡山市役所本庁所管地域である市街中心部に属する。北で島、東で開成、南で大槻町、西で静町、鳴神とそれぞれ隣接する。中心市街地西部に位置し、住居表示が実施されている。福島県道6号郡山湖南線（安高通り）沿線、国道4号あさか野バイパス東側の区域を範囲とし、県道6号を境とし北に一丁目、南に二丁目が設置されている。住宅地が広がり、主に幹線道路に沿い店舗が点在する。開成に所在する郡山警察署開成山交番、および大槻町に所在する郡山消防署針生救急署がそれぞれ管轄にあたる。

## 世帯数と人口
2024年1月1日現在の世帯数と人口は以下の通りである。
| 町丁 | 世帯数    | 人口    |
| ---- | --------- | ------- |
| 台新 | 1,843世帯 | 3,887人 |

## 小・中学校の学区
市立小・中学校に通う場合、学区は以下の通りとなる。
| 番地                           | 小学校             | 中学校                 |
| ------------------------------ | ------------------ | ---------------------- |
| 一丁目1～13番、二丁目1～10番   | 郡山市立開成小学校 | 郡山市立郡山第一中学校 |
| 一丁目14～39番、二丁目11～33番 | 郡山市立大成小学校 | 郡山市立郡山第一中学校 |

## 交通

### 道路
- 国道4号あさか野バイパス
  - 針生高架橋
- 福島県道6号郡山湖南線（安高通り）

## 施設等
- 郡山台新郵便局
- ヨークベニマル 台新店
- ファミリーマート 郡山台新二丁目店
- 西条タクシー